# David Brierly
David Brierly (1935 – 10 de junio de 2008), también conocido como David Brierley, fue un actor inglés.

## Carrera
Nacido en Yorkshire, participó en varios programas de televisión, aunque es especialmente conocido por ser la voz del perro robótico K-9 durante la temporada 1979-1980 de la serie de ciencia ficción de la BBC Doctor Who. Sucedió en el papel a John Leeson, que era la voz original de K-9, y que volvería al papel en la temporada siguiente. También apareció como uno de los inquilinos universitarios de Ken Barlow, Milo, en los primeros episodios de Coronation Street, y como el padre de Jimmy Kemp en el aclamado drama de guerra nuclear Threads.

## Filmografía

### Doctor Who Temporada 17 (1979–1980)
| No  | Título                    | Código | Episodios   | Escritor      | Director          | Emisión original                              |
| --- | ------------------------- | ------ | ----------- | ------------- | ----------------- | --------------------------------------------- |
| 106 | The Creature from the Pit | 5G     | 4 episodios | David Fisher  | Christopher Barry | 27 de octubre – 17 de noviembre de 1979       |
| 107 | Nightmare of Eden         | 5K     | 4 episodios | Bob Baker     | Alan Bromly       | 24 de noviembre – 15 de diciembre de 1979     |
| 108 | The Horns of Nimon        | 5L     | 4 episodios | Anthony Read  | Kenny McBain      | 22 de diciembre de 1979 – 12 de enero de 1980 |
| —   | Shada                     | 5M     | 6 episodios | Douglas Adams | Pennant Roberts   | No emitido                                    |